# ¿Qué he hecho yo para merecer esto?
¿Qué he hecho yo para merecer esto? es una película española de 1984 escrita y dirigida por Pedro Almodóvar parcialmente basada en la historia corta "Lamb to the Slaughter" (1953), escrita por Roald Dahl. Fue galardonada con el Premio Sant Jordi a la mejor película española.

## Argumento
La protagonista es una «heroína cotidiana» a través de la cual Almodóvar realiza «un retrato de la feminidad de extrarradio con un ama de casa que quiere estructurar su familia». Carmen Maura encarna a una sufrida ama de casa que debe convivir, en un barrio de los suburbios de Madrid, con un marido machista, un hijo chapero, otro hijo traficante de drogas y una suegra neurótica. Es adicta a los medicamentos estimulantes y su única amiga es una vecina prostituta.

## Reparto
- Carmen Maura como Gloria
- Ángel de Andrés López como Antonio de Andrés
- Gonzalo Suárez como Lucas Villalba
- Verónica Forqué como Cristal
- Juan Martínez como Toni
- Chus Lampreave como abuela
- Kiti Mánver como Juanianver
- Pedro Almodóvar como play-Back 'La bien pagá' (Almodovar-McNamara)
- Fabio McNamara como play-Back 'La bien pagá' (Almodovar-McNamara)
- Amparo Soler Leal como Patricia
- Emilio Gutiérrez Caba como Pedro
- Agustín Almodóvar como cajero
- Javier Gurruchaga como dentista
- Katia Loritz como Ingrid Muller
- Cecilia Roth como chica de anuncio

## Producción y rodaje
Pedro Almodovar localizó la película  en la ciudad de Madrid.

## Premios y nominaciones
Asociación de Cronistas del Espectáculo de Nueva York - 1986
| Categoría                      | Nominada        | Resultado |
| ------------------------------ | --------------- | --------- |
| Premio Mejor Actriz de reparto | Verónica Forqué | Ganadora  |

Premio Sant Jordi de Cinematografía - 1985
| Categoría               | Nominada                | Resultado |
| ----------------------- | ----------------------- | --------- |
| Mejor Película Española | Mejor Película Española | Ganadora  |

Fotogramas de Plata - 1985
| Categoría                   | Nominada       | Resultado |
| --------------------------- | -------------- | --------- |
| Premio Mejor Actriz de Cine | Carmen Maura   | Ganadora  |
| Premio Mejor Actriz de Cine | Chus Lampreave | Nominada  |

Festival de Cine de Madrid (IMAGFIC) - 1985
| Categoría      | Nominada       | Resultado |
| -------------- | -------------- | --------- |
| Mejor Película | Mejor Película | Ganadora  |

Festival de Cine del Mediterráneo de Valencia - 1984
| Categoría                            | Nominada                             | Resultado |
| ------------------------------------ | ------------------------------------ | --------- |
| Premio FIPRESCI                      | Premio FIPRESCI                      | Ganadora  |
| Palmera de Plata a la Mejor Película | Palmera de Plata a la Mejor Película | Ganadora  |

## Festivales
•	Ciclo de cine sobre La Movida de la Comunidad de Madrid en el Círculo de Bellas Artes (España), 2006	
•	Ciclo de Cine Español en la Filmoteca Austriaca (Austria), 2004 
•	Ciclo de Cine Español en el Festival de Cine de Taipéi (Taiwán), 2004 
•	Muestra de Cine Español Reciente en la American Cinemateca de Hollywood (EE. UU.), 2004 
•	Festival Internacional de Cine de Shanghái (China), 2004 	
•	Festival Internacional de Copenhague (Dinamarca), 2003 	
•	Retrospectiva de Pedro Almodóvar en la Cinemateca de Milán (Italia), 2003  	
•	Festival de Cine de España de Toulouse – Cinespaña (Francia), 2001-2004
•	Fantasporto – Oporto “Cine General” (Portugal), 1998 
•	Festival de Cine de Madrid (España), 1985 
•	Semana Cine Español en México (México), 1985	
•	New Directors/New Films (EE. UU.), 1985
•	LA International Film Exposition (EE. UU.), 1985	
•	Festival de Cine de Miami (EE. UU.), 1985	
•	Festival de Cine del Mediterráneo de Valencia (España), 1984